# Forum Velbert
Das Forum Velbert, bis 2023 Forum Niederberg genannt, ist eine 1982 erbaute und 2023 umfassend sanierte und modernisierte Veranstaltungshalle in Velbert. Sie wird sowohl als Theatersaal, als auch für Firmenfeiern genutzt. Die Volkshochschule, die Kunst- und Musikschule und die Bibliothek Velbert nutzen ebenfalls Räume des Forums.

## Geschichte
Im Jahr 1972 Jahre wurde in Velbert ein Architekturwettbewerb ausgeschrieben, um einen brachliegenden Industriehof in der Stadt neuzugestalten, den die Architekten Heinz Behrendt und Bernward von Chamier 1976 für sich entscheiden konnten. Baubeginn für das 41.000.000 DM teure Projekt, das unter anderem auch den großen Platz vor dem Forum umfasste, war schließlich 1979 und nach drei Jahren Bauzeit konnte das Gebäude unter dem Namen Forum Niederberg eröffnet werden. Der Platz vor dem Forum erhielt offiziell den Namen Europaplatz, wurde häufig aber auch einfach Forumsplatz genannt. Das Forum wurde in den folgenden Jahrzehnten hauptsächlich als Theater und Stadthalle genutzt, außerdem zog auch das Deutsche Schloss- und Beschlägemuseum aus dem Rathaus dorthin. Die Bibliothek Velbert wurde ebenfalls dort angesiedelt.
Am 14. und 15. Oktober 2006 fand die 10. Deutsche Meisterschaft im Lockpicking im Forum statt.
Im Jahr 2013 wurden gravierende Brandschutzmängel festgestellt, weswegen die Stadt Brandschutzmaßnahmen im Theatersaal des Forums durchführen ließ. Dennoch wurde 2015 der Theatersaal mitsamt der Großbühne als Kern des Bauwerkes ab Sommer 2015 außer Betrieb gesetzt und nicht mehr benutzt. 2018 stimmte der Rat der Stadt Velbert dem neuen Nutzungskonzept zu und 2019 begannen die Bauarbeiten am und im Gebäude. Das Forum wurde unter Bewahrung seiner architektonischen Identität erweitert, umgebaut und teilweise aufgestockt. Im September 2023 fand die offizielle Eröffnung des nunmehr in Forum Velbert umbenannte Gebäudes statt.
Nach der Wiedereröffnung ist das Schloss- und Beschlägemuseum in die angrenzende Rathausgalerie und in die Villa Herminghaus gezogen. Die Stadtbibliothek ist wieder ins Forum zurückgezogen, wo sie zusätzlich die Fläche des Museums übernommen hat und erstreckt sich seitdem auf drei Etagen. Die Musik- und Kunstschule und die Volkshochschule der Stadt nutzen ebenfalls Räume im Forum. In Kooperation mit einem Mettmanner Kino werden regelmäßig Kinofilme im Forum gezeigt.

## Technische Daten
Das Forum Velbert besteht aus zwei Veranstaltungssälen. Der Europasaal genannte Veranstaltungsraum ist 600 m² groß und wird für Kongresse oder Feiern genutzt. Er lässt sich in zwei Teile verkleinern, die 430 m² und 170 m² groß sind. Der Europasaal hat eine maximale Kapazität von 1100 Besuchern. Der Theatersaal hat ein Fassungsvermögen von maximal 704 Personen. Der Theatersaal selbst ist 580 m² groß und hat eine variable Bühne von über 350 m².

## Galerie

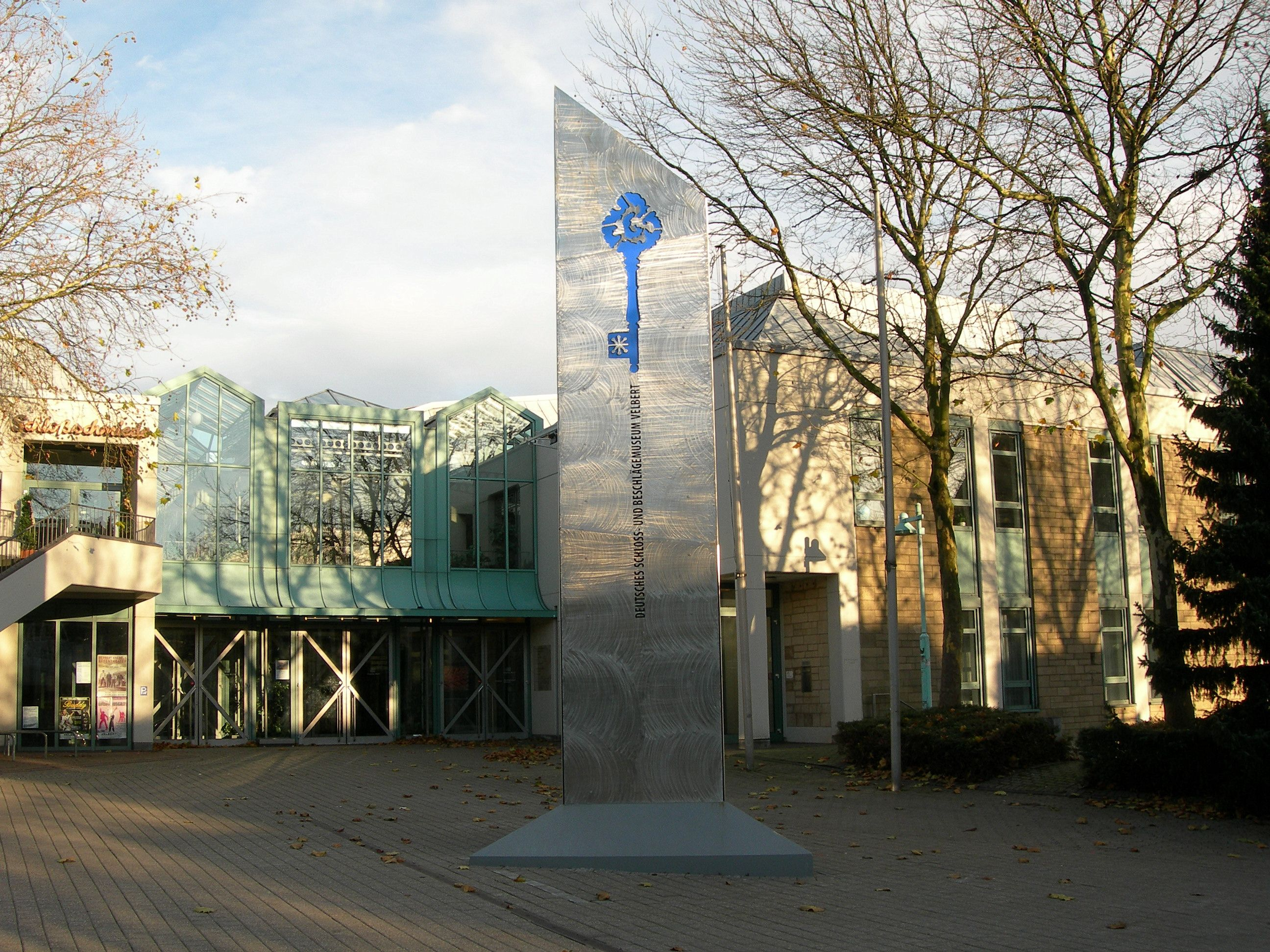
Forum Niederberg (2006)
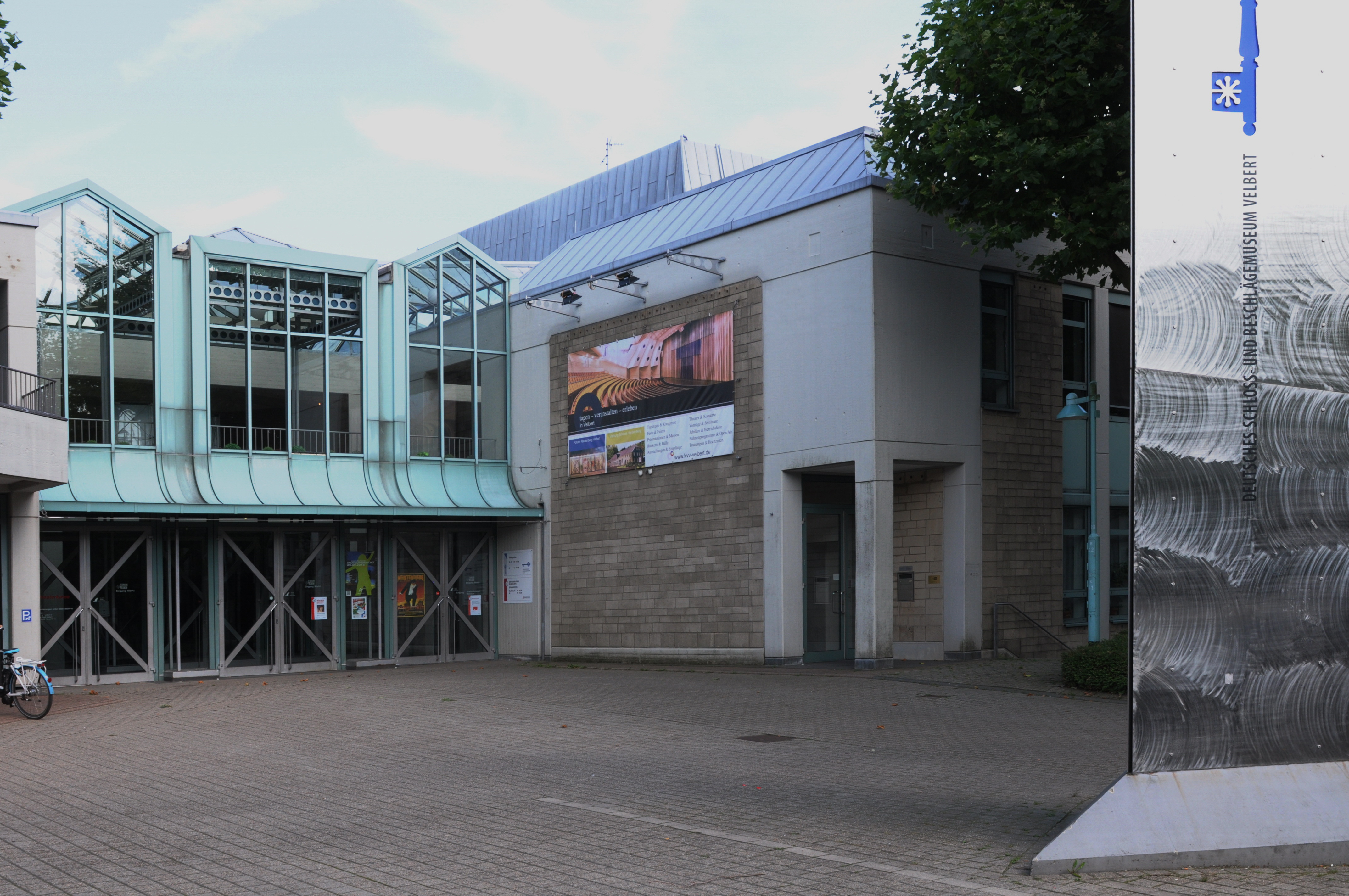
Das Forum vor dem Umbau (2015)
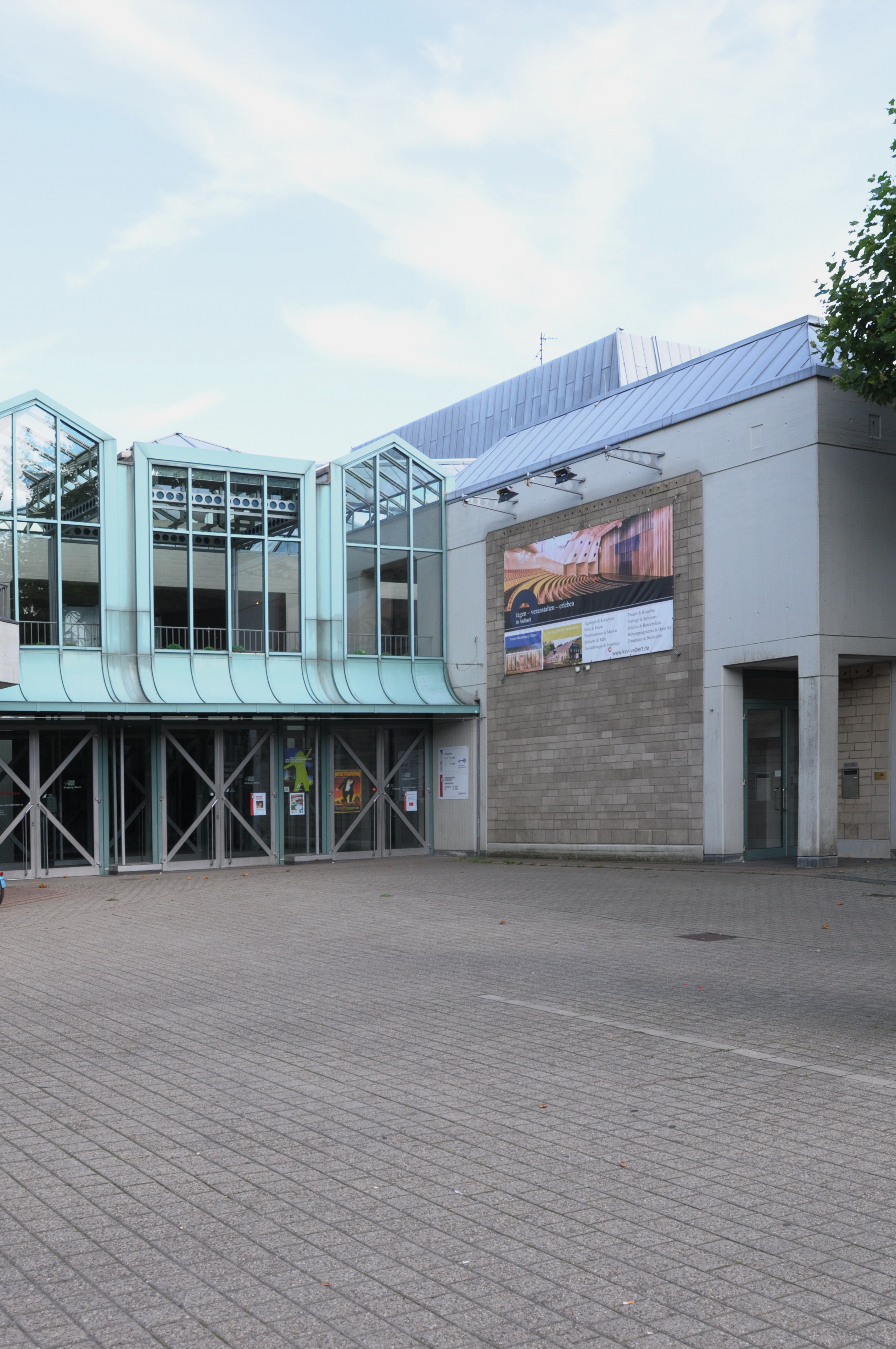
Das Forum vor dem Umbau (2015)
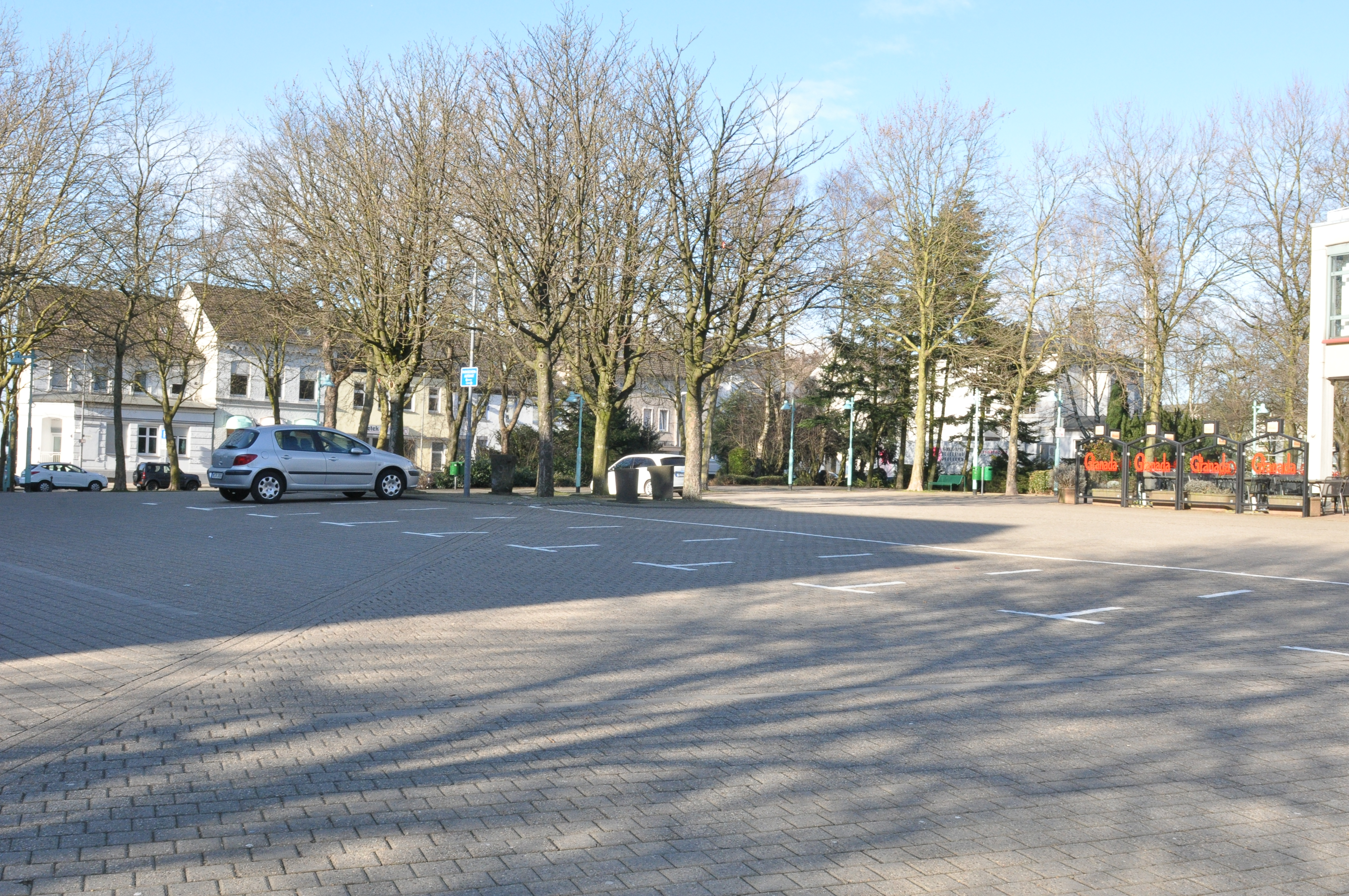
Der ehemalige Europaplatz vor dem Forum (2015)